# Векторные расслоения на алгебраических кривых
Векторные расслоения на алгебраических кривых можно изучать как голоморфные векторные расслоения на компактных римановых поверхностях, что является классическим подходом, или как локально свободные пучки на алгебраических кривых C в более общем, алгебраическом окружении (которое может, например, позволять особые точки).
Некоторые фундаментальные результаты по классификации были известны в 1950-х годах. Результат Гротендика, что голоморфные векторные расслоения на сфере Римана являются суммами 1-мерных расслоений, часто называют теоремой Биркгофа — Гротендика, поскольку она следует из более ранней работы Биркгофа.
Атья дал классификацию векторных расслоений на эллиптических кривых.
Теорему Римана — Роха для векторных расслоений доказал Вейль ещё до того, как концепция векторного расслоения получила действительный и официальный статус, хотя соответствующие линейчатые поверхности были классическими объектами. См. Теорема Хирцебруха — Римана — Роха. Вейль рассматривал возможность обобщения многообразия Якоби путём перехода от голоморфных линейных расслоений к более высоким рангам. Эта идея оказалась плодотворной, что выразилось в исследованиях пространств модулей векторных расслоений, начиная с работы в 1960-х годах по геометрической теории инвариантов.